# THE BRICK'S TONE
THE BRICK'S TONE (ザ・ブリックス・トーン) は、日本のロックバンド。

## 概要
篠原太郎と大槻敏彦が古川英俊、守時龍巳を加えて1988年に『B-JACKS』を旗揚げ。3年ほどインディーズシーンで活動するが1991年に守時が脱退し、これを機にバンド名を「THE BRICK'S TONE」と改名。1993年にBMGビクターからデビュー。アルバムを2枚リリースしたがその後インディーズシーンに戻り、結成から30年以上経った現在でもオリジナルメンバーのまま都内のライブハウスを中心に精力的に活動中。

## メンバー
- 篠原太郎 （しのはら たろう、1963年2月25日 - ） - ギター・ボーカル

通称「タロー」。東京都出身。
「ピノキオズ」のメンバーとしても活動。最近は様々なバンドのプロデュース等を手掛け、2012年からは自身のソロユニット「BRICK PIECE」での活動も行っている。
- 古川英俊（ふるかわ　ひでとし、1958年9月15日 - ） - ベース・ボーカル

通称「ビリー」。佐賀県出身。元TURKEYS
「SPRRAY」のメンバーとしても活動。
- 大槻敏彦 （おおつき としひこ、1962年7月10日 - ） - ドラム・ボーカル

通称「ヒコ」。東京都出身。東京JAPの元サポートメンバー
ドラム教室の講師や他バンドのサポートメンバーとしても活動。現在は花小金井でライブカフェ「HYDE」も経営している。

## ディスコグラフィ

### オリジナルアルバム
1. JACK IN THE BOX (1993年3月21日)
2. BRICK'S TONE II (1994年5月21日)
3. BRAND NEW GEAR (2011年2月5日)
4. BRICK'S SONGS (2012年7月11日)

### ベストアルバム
1. THREE CORNERED (2003年3月19日)